# Route de la Muette-à-Neuilly
La route de la Muette-à-Neuilly est une voie située dans le 16e arrondissement de Paris, en France.

## Situation et accès
Elle se trouve dans le bois de Boulogne.

## Origine du nom
La voie est ainsi nommée car elle relie le quartier de la Muette à Neuilly-sur-Seine, porte de Neuilly.